# Estación de Donauinsel
La estación de Donauinsel es una estación de la línea 1 del metro de Viena. Se encuentra en el distrito XXII. Se abrió el 3 de septiembre de 1982.
- Datos: Q518606
- Multimedia: Donauinsel metro station / Q518606